# Audrey Bogemans
Audrey Bogemans, née en 1989 à Saint-Sébastien, est une agricultrice, entrepreneure et femme politique québécoise, élue députée d'Iberville à l'Assemblée nationale du Québec sous la bannière de la Coalition avenir Québec lors des élections générales du 3 octobre 2022.

## Biographie
Audrey Bogemans naît en 1989 à Saint-Sébastien dans le Haut-Richelieu en Montérégie où sa famille est établie dans le domaine des grandes cultures. Cadette des quatre filles d'André Bogemans et de Madeleine St-Amand, son père voit en elle l'entrepreneure qui peut prendre la relève de la ferme.

### Carrière professionnelle
Après des études collégiales en gestion et en marketing, elle devient, en 2010, membre de la Chambre de commerce et de l'industrie du Haut-Richelieu dont elle sera la présidente de 2016 à 2018.
En 2011, elle devient présidente de la nouvelle entreprise familiale, Ferme Bogemans, poste qu'elle conservera jusqu'à son passage en politique en 2022. En 2017, elle fonde La boîte VAM, une entreprise de boîtes de produits maraichers qui offrira aussi des bouquets de fleurs coupées à partir de 2021, dont elle assumera la présidence de 2017 à 2022,,.
Le 11 mai 2017, elle reçoit le prix Exception'Elle, prix attribuée au travail remarqué d'une femme du Haut-Richelieu dans un domaine dit traditionnellement masculin.

### Carrière politique
Le 5 juillet 2022, le premier ministre du Québec et chef de la Coalition avenir Québec (CAQ), François Legault, annonce la candidature d'Audrey Bogemans pour porter les couleurs de sa formation politique dans la circonscription d'Iberville lors des élections du 3 octobre 2022. Elle remporte l'élection avec plus de 53 % des voix, redonnant à la CAQ cette circonscription gagnée à l'élection précédente mais perdue par le passage au Parti conservateur du Québec de la députée transfuge Claire Samson. Malgré une candidate vedette, Anne Casabonne, le Parti conservateur n'obtient que 11,27 % des voix et termine quatrième.
Après avoir été nommé adjointe parlementaire du ministre de l'Agriculture, des Pêcheries et de l'Alimentation, André Lamontagne, en novembre 2022, avec comme mandat d'assurer, sur le terrain, l'application de la Loi sur le bien-être et la sécurité de l'animal, elle se voit également confier en février 2023 la fonction d'adjointe parlementaire de la ministre de l'Immigration, de la Francisation et de l'Intégration, Christine Fréchette afin d'assurer la régionalisation et l'intégration des nouveaux arrivants dans la province. 

## Vie privée
Audrey Bogemans est mariée à Vincent Goudreault, un mécanicien de machineries fixes et son partenaire d'affaires. Elle est mère de trois enfants.

## Résultats électoraux
|                                                                                               | Nom                     | Parti              | Nombre de voix | %      | Maj.   |
| --------------------------------------------------------------------------------------------- | ----------------------- | ------------------ | -------------- | ------ | ------ |
|                                                                                               | Audrey Bogemans         | Coalition avenir   | 18 223         | 53,1 % | 12 996 |
|                                                                                               | Jean-Alexandre Côté     | Parti québécois    | 5 227          | 15,2 % | -      |
|                                                                                               | Philippe Jetten-Vigeant | Québec solidaire   | 4 703          | 13,7 % | -      |
|                                                                                               | Anne Casabonne          | Conservateur       | 3 863          | 11,3 % | -      |
|                                                                                               | Steve Trinque           | Libéral            | 1 934          | 5,6 %  | -      |
|                                                                                               | Philippe Brassard       | Climat Québec      | 257            | 0,7 %  | -      |
|                                                                                               | Jean-Charles Cléroux    | Démocratie directe | 81             | 0,2 %  | -      |
| Total                                                                                         | Total                   | Total              | 34 288         | 100 %  |        |
| Le taux de participation lors de l'élection était de 70,2 % et 564 bulletins ont été rejetés. |                         |                    |                |        |        |